# Світ Gunnm

Небесне місто Салем в аніме.

Світ Gunnm — вигаданий світ, в якому відбувається дія аніме і манги Battle Angel (Gunnm). Сюжет розгортається на планеті Земля в далекому майбутньому, приблизно в XXVI столітті за нашим обчисленням . Даний всесвіт, що представляє собою світ-антиутопію, описується як в оригінальній манзі Gunnm, створеної Юкито Кисиро , так і в знятому за її мотивами аніме. Крім того, цей же світ Юкіто Кісіро надалі розвиває в Gunnm: Last Order (яп. 銃夢 LastOrder, «Сновидіння зброї: Останній наказ») і в манзі Haisha , яка повністю присвячена екстремального виду спорту моторболу, вельми популярному серед жителів . Тут же розгортається дія відеоігри Gunnm: Martian Memory , де, наприклад, є можливість отримувати нагороду за голови злочинців (тобто виконувати звичайну роботу мисливця за головами) або грати в моторбол.
Світ Gunnm типовий для жанру кіберпанк. За словами письменника і критика Лоренса Персона, «класичними персонажами кіберпанку були маргіналізовані, знедолені одинаки, що живуть на краю суспільства в, зазвичай, антіутопічних варіанти майбутнього …» В Gunnm ця особливість жанру доведена до межі: основні персонажі навіть живуть на звалищі, хоча технології розвинулися до майже повного невпізнання і грань між людьми і машинами розмилася . У суспільстві панує сильне соціальне розшарування. Головна героїня, дівчина- кіборг Галі, була викинута на звалище металобрухту . Друг Галі Дайсуке Ідо , вчений Дісуті Нова та багато інших персонажів позбавлені громадянських прав і доступу до вищого світу. Еліта живе в місті, ширяючому над землею, і практично ніколи не спускається вниз. На землі, в Нижньому місті, не з'являються навіть працівники зовнішньої служби безпеки, чий прямий обов'язок — стежити за тим, що відбувається внизу; місцеві жителі вважаються покидьками. Шаблон:Источник:Battle Angel Alita Автор Gunnm Юкіто Кісіро пояснює на своєму офіційному сайті, що в його манзі є дві основні теми: «похмура», що має відношення до темних реалій життя, і «тріумфальна», яка показує добро в людській душі. Кісіро постарався показати разючий контраст між ними .